# Elektroosmoza
Elektroosmoza – osmoza, która zachodzi pod wpływem przyłożonej różnicy potencjału elektrycznego. Zjawisko to zachodzi w sposób zależny od kształtu i rodzaju ośrodka, a także rodzaju cząstek rozpuszczonych. 
Polega na ruchu całego ośrodka, czyli fazy rozpraszającej układu koloidowego, w stosunku do fazy rozproszonej. Zjawisko to zachodzi na błonach półprzepuszczalnych, które będąc nieprzepuszczalnymi dla fazy rozproszonej unieruchamiają ją na swej powierzchni. W tych warunkach zdolność poruszania się pod wpływem pola elektrycznego ma tylko faza rozpraszająca.